# Wilhelm Schifferdecker (Politiker)
Wilhelm Schifferdecker (* 30. Januar 1881 in Schwenningen am Neckar; † 20. Dezember 1946 in Villingen im Schwarzwald) war ein deutscher Gewerkschafter und Politiker der SPD.

## Leben und Beruf
Schifferdecker wuchs als Sohn eines Schäfers in Schwenningen auf, dort besuchte er die Volksschule und absolvierte die Lehre zum Feinmechaniker und Uhrenmacher. Er war zunächst bei einigen Schwenninger Uhrenfabriken tätig. 1907, nach dem großen Metallarbeiterstreik, wurde er von seinem Arbeitgeber Kienzle entlassen und auf eine „schwarze Liste“ gesetzt, wodurch er in der Region keiner Arbeit mehr nachgehen konnte. Er zog daraufhin im erlernten Beruf auf Wanderschaft. 1909 erhielt er eine neue Anstellung als Feinmechaniker bei Daimler in Stuttgart. Dort wurde er 1917 in den Arbeiterausschuss und dort wiederum im November 1918 zu dessen zweitem Vorsitzenden gewählt.
Am 17. März 1933 wurden er und seine Tochter Ida in Villingen von einer Gruppe um den Nationalsozialisten Walter Morstadt überfallen. In jener Nacht wurde er schwer misshandelt, von einem sogenannten „Gericht“ verhört und zum Tod durch Erschießen verurteilt. Durch das Eingreifen der Gauleitung in Karlsruhe konnte die Vollstreckung verhindert werden. Er wurde daraufhin in sogenannte „Schutzhaft“ genommen, zunächst jedoch, wohl als Folge der Misshandlungen durch die NS-Behörden, in ein Krankenhaus eingeliefert. Kurz darauf wurde er ins Villinger Gefängnis überführt. Seine Haft endete am 26. April 1933, wurde jedoch in Hausarrest umgewandelt. Nur vier Tage später, am 30. April 1933, geriet er erneut in „Schutzhaft“, aus der er am 6. Mai entlassen wurde. Nachdem er knapp zwei Jahre lang arbeitslos war, übernahm er im Februar 1935 eine Tätigkeit als Hausierer für Öle und Fette.
Am 23. August 1944 wurde er im Rahmen der „Aktion Gewitter“ in Villingen erneut verhaftet. Aufgrund seines schlechten Gesundheitszustandes ließ ihn die Polizei von einem Arzt des Villinger Gesundheitsamtes untersuchen. Dieser erklärte Schifferdecker für haftunfähig, die Polizei entließ ihn wieder.
Nach Ende des Zweiten Weltkriegs wurde er zum Inspektor bei der politischen Polizei in Villingen berufen.
Schifferdecker war seit 1903 mit Maria, geborene Maier, verheiratet. Das Paar hatte acht Kinder. Er verstarb am 20. Dezember 1946 im Alter von 65 Jahren. Dem Nachruf seiner Gewerkschaft zufolge erlag er den Folgen einer „körperlichen und seelischen Not, die er zu erdulden hatte“.

## Gewerkschaft
Schifferdecker engagierte sich bereits in jungen Jahren beim Deutschen Metallarbeiter-Verband, ab 1909 war er dort als Funktionär in Stuttgart tätig. Im Mai 1919 wurde er Geschäftsführer hauptamtlicher Sekretär des DMV im Bereich Südbaden. Seinen Dienstsitz hatte er in Villingen, er war auch für Donaueschingen, Neustadt und Triberg zuständig. Ab 1927 war er auch Vorsitzender des Ortsausschusses des Allgemeinen Deutschen Gewerkschaftsbundes in Villingen. Aus den Funktionen wurde er am 30. Juni 1933 im Zuge der Gleichschaltung der Gewerkschaften entlassen. In der Nachkriegszeit beteiligte er sich am Wiederaufbau der Metallergewerkschaft.

## Politik
Am 26. November 1918 wurde Schifferdecker Mitglied des Vollzugsausschusses des Arbeiterrats Groß-Stuttgart. Im Folgejahr wurde er Mitglied des Landesausschusses der Arbeiterräte in Württemberg und gehörte als Stuttgarter Delegierter dem ersten Reichsrätekongress in Berlin an. Ebenfalls 1919 wurde er in die Verfassunggebende Landesversammlung für Württemberg gewählt, doch schied er bereits am 29. September 1919 mit dem Wechsel ins Amt des DMV-Sekretärs in Villingen wechselte. Sein Nachrücker war Gotthilf Hitzler. Seit 1927 war er Stadtverordneter in Villingen.